# Council Bluffs
Council Bluffs er en by i delstaten Iowa i Midtvesten i USA. Byen har et indbyggertal på 62.799 (2020) indbyggere og et areal på 118 km2
. Den er hovedby i det amerikanske county Pottawattamie County.
Byen blev navngivet i 1804, inspireret af et rådsmøde mellem områdets indianere og Lewis og Clark-ekspeditionen.:93  Den ligger i den vestlige del af Iowa langs Missouri-floden nær Omaha, Nebraska.